# USS Missouri (SSN-780)
El USS Missouri (SSN-780) es un submarino nuclear de la clase Virginia.

## Construcción
Fue ordenado el 14 de agosto de 2003 al General Dynamics Electric Boat (Connecticut). Fue puesta su quilla el 27 de septiembre de 2008 y fue botado el 20 de noviembre de 2009. Entró en servicio con la US Navy el 31 de julio de 2010.

## Historia de servicio
Está asignado a la Flota del Atlántico y su apostadero es la base naval de Pearl Harbor (Hawái).

## Nombre
Su nombre USS Missouri honra al 24.º estado, Misuri.